# Priskos
Priskos von Panion (lateinisch Priscus Panites; * ca. 410/20; † um 474) war ein oströmischer Geschichtsschreiber und Diplomat des 5. Jahrhunderts. Sein nur fragmentarisch erhaltenes Werk zählt zu den wichtigsten spätantiken Quellen.

## Leben
Priskos diente den oströmischen Kaisern Theodosius II. und Markian und war umfassend philosophisch, rhetorisch und juristisch gebildet. Wie jeder höhere Amtsträger beherrschte er nach Ausweis seines Werkes fließend Griechisch und Latein, was ihm bei seinen diplomatischen Missionen von Nutzen war. Nach dem mittelbyzantinischen Lexikon Suda stammte er aus Panion in Thrakien. Er begleitete den römischen General Maximinus auf dessen Wunsch hin auf mehrere diplomatische Missionen (in welcher Funktion genau ist umstritten). Neben einer Reise an den Hunnenhof im Jahr 449 hielt sich Priskos 450 in Rom auf. 452/53 begleitete er Maximinus nach Ägypten. Nach dem Tod des Maximinus 453 hielt sich Priskos zunächst weiter in Ägypten auf und diente dann seit 456 dem magister officiorum Euphemios in beratender Funktion, wahrscheinlich als assessor (juristischer Berater). Mit einer solchen Stellung war gemeinhin die Erhebung in die mittleren Ränge des Senatorenstandes verbunden; daher ist zu vermuten, dass Priskos den Rang eines vir spectabilis bekleidete.

## Werk
Priskos verfasste nach seinem Ausscheiden aus dem aktiven Dienst in griechischer Sprache ein der Zeitgeschichte gewidmetes Werk in acht Büchern in der Tradition der antiken Geschichtsschreibung. Das Werk als Ganzes ist zwar verloren, doch sind wichtige Teile – etwa der berühmte, ausführliche Bericht über seine Teilnahme an einer Gesandtschaftsreise 449 zum Hunnenkönig Attila – als (teils recht umfangreiche) Fragmente erhalten geblieben. Neben Zitaten bei späteren Geschichtsschreibern (siehe unten) handelt es sich um Erwähnungen in der Suda sowie vor allem um Ausschnitte aus seinem Werk, die in den sogenannten Excerpta de Legationibus überliefert sind. Diese waren Teil eines umfangreichen enzyklopädischen Werks bestehend aus Exzerpten antiker griechischer Geschichtswerke, das in der Regierungszeit Kaiser Konstantins VII. angefertigt wurde und nur teilweise erhalten ist.
Titel und Zeitraum der Darstellung sind nicht genau bekannt, doch schildert der früheste zeitgenössische Abschnitt die Machtübernahme Attilas und Bledas (etwa 433/34) und kein bekanntes Fragment geht über das Jahr 471 hinaus. Vermutlich stellte der Beginn der Herrschaft Attilas auch den von Priskos gewählten Anfangspunkt dar; als wahrscheinlichstes Enddatum gilt in der Forschung das Jahr 474 (Tod Kaiser Leos I.). In den Fragmenten des Priskos wird weder auf die Absetzung des Romulus Augustulus noch auf Odoaker eingegangen oder angespielt, weshalb vielfach angenommen wird, dass das Werk noch vor 476 beendet wurde; es sind aber auch spätere Daten möglich.
Die erhaltenen Fragmente erwecken den Eindruck, Priskos habe sich vornehmlich mit der römischen Außenpolitik befasst, doch kann diese Auswahl auch dem Interesse der späteren Kompilatoren geschuldet sein, denen wir die meisten der ausführlichen Fragmente verdanken. Offenbar stellte die Geschichte der Hunnen und ihrer Beziehungen zum Römischen Reich einen Schwerpunkt des Werkes dar. Höhepunkt war die ausführliche Schilderung seiner Reise an den Hof Attilas im Jahr 449, dem fehlgeschlagenen Attentatsplan des oströmischen Hofes (von dem weder Maximinus noch Priskos Kenntnis hatten) und den Folgen. Er behandelte aber auch die römisch-persischen Kontakte und beschrieb sogar die Auseinandersetzungen zwischen den Persern und den Kidariten in Zentralasien.
Sein Stil war – typisch für spätantike Geschichtsschreiber – klassizistisch; so bezeichnete er anachronistisch die Hunnen als Skythen und die persischen Sassaniden als Parther. Literarische Vorbilder waren offensichtlich Herodot und Thukydides, um deren Nachahmung (Mimesis) er sich in einer archaisierenden, klaren Kunstprosa bemühte. Die Belagerung von Naissus durch die Hunnen im Jahr 441 wird sogar in engster Anlehnung an die bei Thukydides geschilderte Belagerung von Plataiai erzählt. Durch diesen Ansatz, der dem Leser die klassische Bildung (paideia) des Autors demonstrieren soll, wird bisweilen der Blick auf das tatsächliche Geschehen versperrt. Erschwerend kommt hinzu, dass Priskos kaum an strategischen Details interessiert war; stattdessen moralisierte er oft und ordnete Personen bestimmte Charakterzüge zu. So beschreibt er Attila als klugen und mutigen Kämpfer, während Kaiser Theodosius II. eher als schwach charakterisiert wird. Hierbei wird eine Rolle gespielt haben, dass Priskos die Tributzahlungen des Kaisers an die Hunnen ablehnte (womit Theodosius aber für weitgehende Ruhe an dieser Grenze sorgte), während Markian aufgrund seines eher offensiven Vorgehens gegen die Hunnen positiver geschildert wird.
Priskos war dennoch oft ein scharfer Beobachter und bietet eine Fülle von wichtigen Informationen, die als überwiegend zuverlässig gelten. Ob er Christ oder Heide war, ist unbekannt; das Fehlen von christlichen Bezügen in den Fragmenten lässt sich grundsätzlich auch mit seinem klassizistischen Stil erklären. Er gilt somit trotz des weitgehenden Verlustes seines Werkes als einer der bedeutendsten Geschichtsschreiber zumindest der Spätantike; die bei anderen Autoren überlieferten Passagen aus seinem Werk stellen sehr wichtige Quellen für die Geschichte des 5. Jahrhunderts dar. Das Werk wurde unter anderem von Johannes von Antiochia, Euagrios Scholastikos und Jordanes (eventuell vermittelt über die verlorene Gotengeschichte Cassiodors) benutzt, wohl auch von Prokopios von Caesarea. Der Historiker Malchos schloss möglicherweise direkt an das Werk des Priskos an.

## Textausgaben
- Karl Müller: Fragmenta historicorum Graecorum. Band 4, Paris 1851, S. 69–110 (Digitalisat; Volltext beim Projekt DFGH, griechisch überlieferter Originaltext und lateinische Übersetzung).
- Roger C. Blockley (Hrsg./Übers.): The Fragmentary Classicising Historians of the Later Roman Empire. 2 Bände, Liverpool 1981/83 (die derzeitige Standardedition; griechischer Text mit englischer Übersetzung in Band 2, S. 222–377. Blockley verwendet eine andere Nummerierung der Fragmente als die der älteren Editionen von Karl Müller und Ludwig Dindorf)
- Pia Carolla (Hrsg.): Priscus Panita. Excerpta et fragmenta. Berlin 2008. (alternative Edition zu der Blockleys, die die Fragmente teilweise anders anordnet und zählt als dieser sowie mögliche zusätzliche Fragmente berücksichtigt; ohne Übersetzung und mit lateinischer Einleitung und Kommentar; Rezension von Dariusz Brodka auf h-soz-kult)

## Übersetzungen
- Ernst Doblhofer: Byzantinische Diplomaten und östliche Barbaren. Aus den Excerpta de legationibus des Konstantinos Porphyrogennetos ausgewählte Abschnitte des Priskos und Menander Protektor (Byzantinische Geschichtsschreiber 4). Graz 1955 (deutsche Auswahlübersetzung der wichtigsten Fragmente).
- John Given: The Fragmentary History of Priscus. Attila, the Huns and the Roman Empire, AD 430-476. Evolution Publishing, Merchantville (NJ) 2014 (aktuelle englische Übersetzung aller Fragmente auf Basis der Ausgabe von Pia Carolla; Digitalisat).
- Colin Gordon: The Age of Attila. Fifth-Century Byzantium and the Barbarians. University of Michigan Press, Ann Arbor 1960 (beinhaltet die meisten Fragmente in englischer Übersetzung; Onlineversion).